# Filipa de Almada
Filipa de Almada (fl. século XV), ou ainda Felipa d'Almada na ortografia antiga, foi uma poetisa e nobre portuguesa.

## Biografia

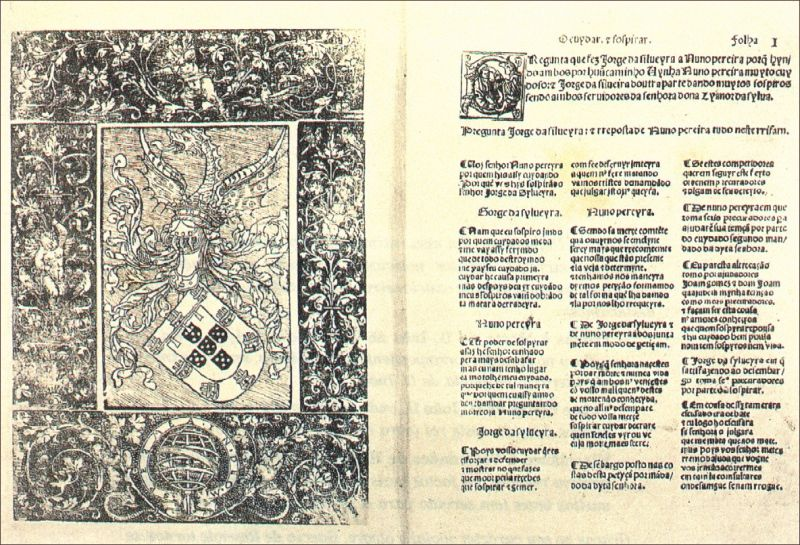
Cancioneiro Geral de Garcia de Resende, 1516

### Nascimento e Família
Filha de D. Violante de Castro e de D. João Vaz de Almada, rico-homem, fidalgo do Conselho, vedor da Fazenda, senhor de Pereira e preceptor de D. Jorge de Lancastre, Filipa de Almada nasceu em Coimbra, durante o reinado de D. Afonso V. Oriunda de uma das famílias mais ricas e proeminentes da nobreza portuguesa, pelo lado paterno era neta de D. João Vasques de Almada, famoso apoiante do mestre de Avis, que o armou cavaleiro após a batalha de Aljubarrota, descendente de D. João Anes de Almada, ilustre guarda-mor da Torre do Tombo, e pelo lado materno de D. Fernando de Castro, senhor do Paul do Boquilobo, Ançã e São Lourenço do Bairro, descendente de D. Álvaro Pérez de Castro, conhecido pelo cognome "el Viejo", irmão de D. Inês de Castro e senhor de Arraiolos, Caminha e de Viana da Foz do Lima. Era ainda sobrinha de D. Álvaro Vaz de Almada, conde de Abranches, e irmã de D. Gonçalo Vaz de Almada, senhor de Pereira, D. Mécia Vaz de Almada, senhora da Guarda e de Figueiredo de Fataunços, D. Álvaro de Almada, poeta e fidalgo da corte real, D. Vasco de Almada, alcaide-mor de Almada, D. Catarina de Almada, alcaidessa-mor de Beja, D. Brazaida de Almada, marquesa de Aguilar de Campoo e condessa de Castañeda, e meia-irmã de D. Álvaro de Almada, vedor de D. Afonso V de Portugal. Apesar de vários documentos comprovarem hoje em dia a sua correcta ascendência, durante muitos anos o seu trabalho e nome foram erradamente confundidos com os da Infanta D. Filipa de Portugal (1432-c.1444 ou 1450), 1.ª senhora de Almada, filha de D. João I de Portugal e de D. Filipa de Lencastre.

### Primeiros Anos de Vida
Durante a sua infância e juventude, D. Filipa de Almada teve uma educação privilegiada, integrando a corte real e sendo instruída por vários tutores e amas que a versaram na literatura portuguesa e estrangeira, para além de outras disciplinas. Anos mais tarde, tornou-se donzela da Casa da Infanta D. Leonor, irmã de D. Afonso V.

### Casamento
«E se es de mim amada
assy es de mi servida,
que muyto seras culpada
em me ser desconhecida.
Lembra-te que te servi,
e amei tam de verdade,
depois que te conheci,
que nunca mudei vontade.»

Cantiga de amor de Rui Gil Moniz 
para Filipa de Almada
A 25 de fevereiro de 1451, casou-se com D. Rui Gil Moniz, ou ainda Ruy Gil Moniz na ortografia antiga, tesoureiro da Casa da Moeda de Lisboa, filho de D. Leonor Rodrigues e D. Gil Aires Moniz, nomeado cavaleiro durante o reinado de D. João I e escrivão da puridade de D. Nuno Álvares Pereira, sendo-lhe concedido um dote avaliado em duas mil coroas de ouro. Era ainda irmão de D, Vasco Gil Moniz, cavaleiro da casa do Infante D. Pedro, D. Diogo Gil Moniz, cavaleiro da casa do Infante D. Henrique e reposteiro-mor do Infante D. Fernando, e de D. Isabel Moniz, casada em segundas núpcias com D. Bartolomeu Perestrelo, 1º capitão do donatário de Porto Santo, e consequentemente tio de D. Filipa Moniz Perestrelo, que anos mais tarde se casou com o navegador Cristóvão Colombo.

«O que recobrar não posso
mundo de ordem desigual
faz que não deseje vosso
bem, nem queira vosso mal;
Mais me apraz, que assi viva
no limbo d'estes favores
que vossos tristes amores
me darem vida cativa.
Pesa-me, que o mal vosso
já cuydei de não ser mal;
praz-me porque sei e posso
crêr agora de vós al.»

Resposta de Filipa de Almada 
a Rui Gil Moniz
Nos anos que se seguiram ao matrimónio, o casal teve quatro filhos: D. Leonor Moniz, que se casou com D. Jorge de Sousa, comendador de Melres, D. Francisco de Almada, comendador de Esgueira e de Arguim, D. Nicolau Moniz, que se tornou frei da antiga Ordem do Carmo, e D. Garcia Moniz, que, tal como o seu pai, se tornou tesoureiro da Casa da Moeda.

### Obra Literária
Dotada para a poesia, durante o reinado de D. Afonso V e de D. João II, tanto D. Filipa de Almada como o seu marido escreveram e declamaram diversos poemas nos salões da corte real, tornando-se D. Rui Gil Moniz conhecido pelas suas cantigas de amor e de escárnio e mal dizer, consideradas por muitos como das mais obscenas ou provocatórias desse período, e a donzela por se tornar numa das primeiras mulheres portuguesas a ser reconhecida com mérito pelo seu trabalho literário, nomeadamente nos sonetos, cantigas de amigo e de amor.
Da sua obra, as cantigas mais conhecidas foram escritas para o seu marido, ainda durante o período em que estes não estavam casados, sendo comprovado pelos documentos de então, que apesar de no início da sua corte, o seu amor não ser recíproco, pouco depois os jovens poetas e aristocratas já faziam juras de amor e de eterna lealdade, assim como as que geraram o escândalo, emitidas e criadas em resposta ao então seu pretendente, o poeta D. Álvaro Barreto, conhecido como "o Gracioso", cujo amor por D. Filipa de Almada nunca foi correspondido.

### Fim de Vida e Legado
D. Filipa de Almada faleceu em Lisboa, no ano de 1497.
Anos mais tarde, a sua poesia foi incluída na primeira colectânea de poesia impressa em Portugal, a icónica obra Cancioneiro Geral de 1516, antologizada e compilada por Garcia de Resende, imortalizando a sua obra e o seu nome na história da literatura portuguesa.